# Élection pontificale de 1227
L'élection pontificale de 1227 se déroule au Septizodium à Rome, le lendemain de la mort du pape Honorius III. Les cardinaux présents à Rome décident d'élire le nouveau pape par compromissum, c'est-à-dire en l'absence de l'ensemble du Collège des cardinaux mais en comité formé par certains d'entre eux, habilités par le reste afin d'élire le nouveau pontife. La même procédure avait déjà été utilisée lors de la précédente élection pontificale. Le comité comptait trois cardinaux, parmi lesquels se trouvaient les cardinaux-évêques Ugolino di Segni d'Ostie et Conrad d'Urach de Porto (le nom du troisième n'est pas enregistré). Initialement, le comité a élu Conrad d'Urach, avec deux voix sur trois, mais celui-ci refuse la tiare. Cela aboutit à l'élection, le 19 mars 1227, du cardinal Ugolino de Anagni qui devient, à contrecœur, le pape Grégoire IX. Le nouveau pape reçoit le pallium dans l'antique basilique vaticane le 21 mars 1227. Il est intronisé le même jour dans la basilique Saint-Jean-de-Latran.

## Sources
- (en) Cet article est partiellement ou en totalité issu de l’article de Wikipédia en anglais intitulé « Papal election, 1227 » (voir la liste des auteurs).
- (en) Sede Vacante de 1227 - Université de Nothridge - État de Californie - John Paul Adams - 17 février 2015